# Plusbus
Plusbus er en kollektiv trafikforbindelse i Aalborg. Det er en såkaldt hurtigbuslinje (BRT), der kører i sit eget tracé og forbinder Aalborg Vestby med universitetet og det nye supersygehus i Aalborg Øst. Der er 22 stoppesteder langs den 12 km lange rute.

## Baggrund
Uddybende artikler: Aalborg Letbane, Metrobus (Aalborg), Aalborg Bybusser og Nordjyllands Trafikselskab.
Arbejdet med en hurtigbusløsning i Aalborg blev indledt i forbindelse med udarbejdelsen af en trafikplan i 1998, som skulle komplimentere den kommende nærbane, som blev en realitet i 2003. Inspireret af lignende systemer i de svenske byer Jönköping, Helsingborg og Stockholm blev det aalborgensiske busnet omlagt og et nyt metrobussystem så dagens lys. Konceptet var "Tænk sporvogn – Kør bus”, og i 2008 udgav Region Nordjylland, Aalborg Kommune og Nordjyllands Trafikselskab (NT) i fællesskab folderen "Letbane i Aalborg – en vision for udviklingen af den kollektive trafik".
Som en del af finanslovsaftalen for 2015 blev der bevilliget 830 mio.kr. til et letbaneprojektet. Efter folketingsvalget i 2015 besluttede et flertal at fjerne bevillingen, hvilket afstedkom en del kritik. Kommunen foreslog i stedet en hurtigsbusløsning som en erstatning for letbanen, hvilket dog blev afvist af regeringen. Et flertal uden om regeringen indgik i februar 2017 et forlig, der bl.a. betød, at der blev bevilliget 395 mio. kr. til hurtigbusprojektet i Aalborg.

## Tekniske fakta
Hele strækningen gennemkøres på omkring 34 minutter og hastigheden bliver i gennemsnit 21-22 km/t, dog op til 50 km/t. Der er plads til 153 passagerer i hver af de knap 25 meter lange busser som er eldrevne.
Der er cirka 7,5 minutters ventetid mellem hver bus i myldretiden, 10 minutter midt på dagen og 15 minutter om aftenen og i weekender.

## Ruten
Bussen tilbagelægger i alt 12 km. mellem Væddeløbsbanen i Aalborg Vestby, gennem Aalborg midtby og ender i Aalborg Øst ved Hospitalsbyen.
Det meste af vejen kører bussen i sin egen tracé adskilt fra resten af trafikken.

## Økonomi
Projektet forventes samlet set at koste 510 mio. kr., hvor Aalborg Kommune bidrager med 245 mio. kr., Region Nordjylland med 15 mio.kr. og staten med de restrende 250 mio. kr. Udgifterne fordeler sig på følgende hovedposter:
- Bustracé - 39,7 mio. kr.
- Stationer - 111,8 mio. kr.
- Vejændringer - 264,6 mio. kr.
- Stationsforpladser - 47,1 mio. kr.
- Arealerhvervelse - 39,7 mio. kr.
- Kommunikation - 7 mio. kr.